# Volongo
Volongo es una localidad y comune italiana de la provincia de Cremona, región de Lombardía, con 495 habitantes. Próxima a Ostiano, es una de las dos comunas de la provincia que se extienden al norte de Ogglio, con lo que representa de facto un enclave cremonense en territorio bresciano. Volongo se conoce como Ulönch en Brescia.

## Evolución demográfica
| Gráfica de evolución demográfica de Volongo entre 1861 y 2001 |
|                                                               |
| fuente ISTAT - elaboración gráfica para Wikipedia             |